# 朝鲜劳动党第八次代表大会
朝鲜劳动党第八次代表大会（朝鲜语：／*/?）于2021年1月5日至12日在平壤举行。这是朝鲜劳动党于2016年召开第七次全国代表大会之后，时隔5年再一次召开全国党大会。

## 会议背景
朝鲜劳动党第七届中央委员会第六次全体会议（简称劳动党七届六中全会）于2020年8月19日在平壤朝鲜劳动党中央委员会本部大楼召开，全会决议称“全会分析和总结面向社会主义强国建设的过去5年工作经验和教训，出于根据我国革命发展和当前形势的新要求，提出正确的斗争路线和战略战术方针的目的，决定召开朝鲜劳动党第八次代表大会。”全会决定于2021年1月召开朝鲜劳动党第八次代表大会。
朝鲜劳动党第七届中央委员会第二十二次政治局会议于2020年12月29日在党中央委员会本部大楼举行。会议审议并决定朝鲜劳动党各级组织代表会议选出的代表资格，并商定党的第八次代表大会主席团、主席台和秘书部组成方案以及党代表大会各项议程日程，并审议了拟提请党代表大会的文件。决议于2021年1月初旬召开朝鲜劳动党第八次代表大会。

## 代表
朝鲜劳动党第七届中央委员会第六次全体会议决定，朝鲜劳动党第八次代表大会代表选出比率为每1300名党员中选出1名有表决权的代表，每1300人预备党员中选出1名列席代表。
朝鲜劳动党委员长金正恩在朝鲜劳动党第八次代表大会上的开幕词中提到了代表情况，第七届中央指导机构的250名成员和党的各级选举产生的475名代表参加了这次大会。
在代表组成方面，有1959名党和政治工作者代表，801名国家行政和经济代表，408名军事代表和44位工作组代表以及333位科学、教育、卫生、文学与艺术以及出版和新闻领域的代表，还有1455名在生产第一线的核心党员代表。在代表总数中，女性代表501人，占10％。此外，还有2000人旁听会议。
2020年12月30日，朝鲜劳动党第八次代表大会代表证授予仪式举行，仪式上向金日成和金正日以及全体代表授予代表证。

## 大会机构
- 金正恩（朝鮮勞動黨委員長・國務委員會委員長・勞動黨中央軍事委員會委員長）
- 崔龙海（最高人民会议常任委员会委员长・國務委員會第1副委員長・勞動黨中央政治局常委）
- 李炳哲（勞動黨中央軍事委員會副委員長・勞動黨中央政治局常委）
- 金德訓（内閣總理・勞動黨中央政治局常委）
- 朴奉珠（國務委員會副委員長・勞動黨中央委員會副委員長・勞動黨中央政治局常委）
- 朴正天（朝鮮人民軍總參謀長）
- 金才龍（勞動黨中央委員會副委員長）
- 李日煥（勞動黨中央勤勞團體部部長）
- 崔輝（勞動黨中央委員會副委員長）
- 朴泰德（勞動黨中央委員會副委員長）
- 金英哲（勞動黨中央委員會副委員長）
- 崔富一（勞動黨中央軍事部部長）
- 金秀吉（朝鮮人民軍總政治局局長）
- 太亨彻（最高人民會議常任委員會副委員長）
- 吳秀容（勞動黨中央委員會副委員長、勞動黨中央經濟部部長）
- 金衡俊（勞動黨中央委員會副委員長）
- 许哲万（勞動黨中央幹部部長）
- 朴明順（勞動黨中央檢查委員會副委員長・勞動黨中央委員會部長）
- 趙甬元（勞動黨中央組織指導部副部長）
- 金與正（勞動黨中央組織指導部第一副部長・勞動黨中央政治局候補委員）
- 金正宽（人民武力相）
- 郑京择（國家保衛相）
- 金日哲（內閣副總理兼國家計劃委員會委員長）
- 任哲雄（內閣副總理）
- 李龍男（內閣副總理）
- 金容歡（平壤市黨委員會委員長）
- 朴正男（江原道黨委員會委員長）
- 楊勝虎（內閣副總理）
- 李周午（內閣副總理）
- 董正浩（內閣副總理）
- 高人虎（內閣副總理）
- 金亨植
- 崔相建（高等教育相、金日成綜合大学校長）
- 吴日晶（勞動黨中央組織指導部副部長）
- 金勇帥（勞動黨中央財政經理部第一副部長）
- 李尚源（勞動黨中央委員會檢閱委員長）
- 李永吉（朝鮮人民軍大將）
- 金明吉（中央檢察所所長）
- 姜潤石（中央裁判所所長）

應邀出席朝鲜劳动党第八次代表大会主席台名单
- 朝鲜社会民主党中央委员长朴容日
- 天道教青友党中央委员长李明哲
- 反帝民族民主战线平壤支部代表朴秀哲

朝鲜劳动党第八次代表大会秘书部名单
- 申龙万
- 咸龙铁
- 徐京南
- 金峰哲
- 姜宗官
- 金正民
- 李亨进

## 会议内容
大会的四项议程分别为：
1. 朝鲜劳动党中央委员会工作总结
2. 朝鲜劳动党中央检查委员会工作总结
3. 关于修改朝鲜劳动党章程[9]
4. 选举朝鲜劳动党中央领导机关

## 总体流程
平壤时间2021年1月5日上午9时，劳动党中央政治局委员入席大会主席台，朝鲜劳动党中央副委员长金才龙主持大会。朝鲜劳动党委员长金正恩致朝鲜劳动党第八次代表大会开幕词，并宣布朝鲜劳动党第八次代表大会开幕。随后奏响《爱国歌》，之后选举了主席团、主席台成员和秘书部并批准四项议程。
2021年1月12日，劳动党八大第八天会议上金正恩作朝鲜劳动党第八次代表大会闭幕词后后宣布大会闭幕，会场奏《国际歌》。

### 上届工作报告
金正恩做朝鲜劳动党第七届中央委员会工作总结报告。报告前的开幕词中，金正恩承认，尽管过去五年取得了不少成就，但几乎所有部门在很大程度上都没有完成过去五年的战略目标，教训惨痛。金正恩还表示，以本次大会为分水岭，朝鲜劳动党“力争国家兴旺和为民造福的斗争”将进入新的阶段。
9日，朝鲜劳动党中央检查委员会做工作报告。朝中社报道称“报告分析和总结了总结期间在党财政管理工作中取得的成就和经验、出现的缺点和教训，并就按照党财政管理原则和准则严格树立工作体系和秩序，从财政物质上积极保证党的工作和活动提出了任务和途径。”金明训和李昌成发言，通过《要进一步加强党财政纪律，在财政管理工作中带来新的转变》决议。

### 修改党章
- 恢復朝鮮勞動黨總書記作為黨的最高領導職務。
- 恢復「黨委書記制」，將各級黨委員會委員長、副委員長改為責任書記、書記、副書記，同時將中央政務局恢復為中央書記局[17]。
- 中央委員會政治局常務委員會有權決定政治、經濟、軍事等重大問題，同時擁有重要幹部的任免權[17]。
- 只要黨的最高領導人委任，中央政治局常務委員即可召集中央政治局全體會議[17]。
- 全國代表大會必須每5年召開一次，大會召開前數個月必須發佈正式公文通知[17]。
- 需要不斷增強國防力量，擊退來自美帝的武力侵略，來達成祖國統一的目標[17]。
- 朝鲜人民軍必須接受黨的領導，是朝鮮勞動黨的革命武裝力量。
- 明确规定金日成金正日主义为永恒的指导思想，以全社会金日成金正日主义化为最高纲领[18]。

### 本届选举
2021年1月10日，朝鲜劳动党八大第六天会议举行，根据《朝鲜劳动党中央领导机构选举细则》开始党中央委员会委员和候补委员选举程序，选举138名候选人为党中央委员会委员，选举111名候选人为党中央委员会候补委员，选举金正恩为朝鲜劳动党总书记，选举产生党代表大会决议草案编制委员会。

## 阅兵式和其他
2021年1月14日傍晚，朝鲜人民军在金日成广场举行阅兵式向劳动党八大献礼。1月17日，贯彻落实朝鲜劳动党第八次代表大会决定的军民联合大会在金日成广场举行。

## 影响

### 政治宣传
金正恩提出了朝鲜劳动党第八次代表大会的基本思想、基本精神，并重点强调全党再次牢记并更加坚持“以民为天”、“一心团结”、“自力更生”的三个理念。

### 各方反应
- 1月4日，越南共产党中央委员会致电祝贺朝鲜劳动党第八次代表大会召开[23]。
- 1月5日，中国共产党中央委员会向朝鲜劳动党第八次代表大会表示祝贺[24][25]。
- 1月5日，老挝人民革命党中央委员会向朝鲜劳动党中央委员会贺电祝贺朝鲜劳动党第八次代表大会召开[26]。
- 朝鲜社会民主党中央委员会、天道教青友党中央委员会、反帝民族民主战线中央委员会、旅日朝鲜人总联合会中央常任委员会和旅华朝鲜人总联合会分别赠送锦旗祝贺朝鲜劳动党第八次代表大会召开[27]。
- 1月6日，古巴共产党中央委员会向朝鲜劳动党中央委员会发来贺电祝贺朝鲜劳动党第八次代表大会[28]。
- 蒙古人民革命党主席、法国革命共产党总书记、意大利共产党总书记、西班牙人民共产党中央委员会和“统一俄罗斯”党最高委员会主席、保加利亚共产主义者联盟名誉主席、瑞士共产党总书记、南非共产党总书记、马耳他共产党中央书记、阿拉伯复兴社会党中央领导机构、斯洛伐克共产党中央委员会分别向朝鲜劳动党中央委员会和朝鲜劳动党第八次代表大会致贺电[29]。
- 缅甸联邦巩固与发展党总书记，蒙古人民党主席，统一叙利亚共产党总书记、叙利亚阿拉伯民主联盟党总书记、叙利亚阿拉伯社会主义统一分子党（英语：Arab_Socialist_Union_Party_(Syria)）总书记，解放巴勒斯坦民主阵线总书记、巴勒斯坦人民斗争阵线总书记，柬埔寨高棉民主党（英语：Khmer Democratic Party）主席、柬埔寨奉辛比克党主席，土耳其祖国党主席，伊朗伊斯兰联合党（英语：Islamic Coalition Party）总书记，丹麦共产党主席和国际书记，俄罗斯联邦共产党中央主席、俄罗斯自由民主党主席、“公正俄罗斯”党主席、俄罗斯和平与团结党（英语：Party of Peace and Unity）主席、俄罗斯救国阵线（英语：National Salvation Front (Russia)）主席、共产党“俄罗斯共产党人” 中央主席，匈牙利工人党主席，摩尔多瓦共和国社会主义者党主席，白俄罗斯共产党中央委员会第一书记，瑞典共产党主席，乌克兰共产党中央第一书记，意大利争取和平与社会主义运动总书记，纳米比亚人组党总书记，塞内加尔独立和劳动党总书记，乌干达全国抵抗运动总书记向金正恩发来贺电与贺信。
- 克罗地亚社会主义工人党国际部长、多米尼加统一的左翼运动党总书记和柬埔寨人民党中央委员会、印度共产党（马克思主义）中央委员会、捷克斯洛伐克共产党中央委员会、葡萄牙共产党中央委员会、墨西哥社会主义人民党中央委员会以及孟加拉国工人党中央主席、孟加拉国民族社会党中央执委会主席、孟加拉国人民联盟主席、墨西哥劳动党全国执委会分别向朝鲜劳动党中央委员会和朝鲜劳动党第八次代表大会致贺电。
- 马来西亚华人公会总秘书、叙利亚共产党中央总书记、叙利亚社会主义统一分子党总书记、菲律宾共产党-1930总书记、不列颠革命共产党（马列）中央主席和总书记、塞尔维亚南斯拉夫新共产党中央总书记和国际书记、意大利统一共产党总书记、南非非洲人国民大会总书记、莱索托巴索托国民党（英语：Basotho National Party）总书记，刚果劳动党总书记、泛非洲运动乌干达全国执委会主席、厄瓜多尔共产党总书记、澳大利亚共产党主席、墨西哥共产党中央委员会向金正恩发来贺电与贺信。